# Urpo Korhonen
Pour les articles homonymes, voir Korhonen.
Urpo Korhonen (né le 8 février 1923 et décédé le 10 août 2009) est un ancien fondeur finlandais.

## Jeux olympiques
- Jeux olympiques d'hiver de 1952 à Oslo 
  -  Médaille d'or en relais 4 × 10 km.